# Abrocoma shistacea
Abrocoma shistacea là một loài động vật có vú trong họ Abrocomidae, bộ Gặm nhấm. Loài này được Thomas mô tả năm 1921.

## Phân bố
Chúng chỉ phân bố ở Argentina.